# Lamberto II da Polenta
Lamberto II da Polenta, (Ravenne... – 1347), est un seigneur italien du début du XIVe siècle.

## Biographie
Lamberto II da Polenta  est le fils de Ostasio I. Il a été un court moment (1346 - 1347) seigneur de Ravenne et Cervia  jusqu'à sa mort survenue en 1347.
En 1346 il a hérité de la seigneurie de la famille avec ses frères Bernardino I et Pandolfo.
Cependant après un an, Bernardino I le fait emprisonner avec Lamberto II à Cervia où ils sont morts de faim.